# 1965: Their First Recordings
Compilations de Pink Floyd
Discovery
(2011) The Early Years 1965-1972
(2016)
1965: Their First Recordings est une compilation du groupe rock britannique Pink Floyd sortie en 2015.

## Historique
Comme son titre l'indique, cette compilation rassemble des chansons enregistrées par Pink Floyd en 1965, alors que le groupe ne s'appelait à l'origine The Tea Set et jouait une musique d'inspiration rhythm and blues plutôt que rock psychédélique. Il comprend quatre compositions originales de Syd Barrett, une de Roger Waters et une reprise de I'm a King Bee (en) de Slim Harpo. Certaines de ces chansons étaient déjà parues dans des bootlegs. 
Parlophone publie ces deux 45 tours en 2015 dans une édition limitée à 1 000 exemplaires, plus 50 autres copies promotionnelles, disponibles uniquement dans l'Union Européene, vraisemblablement afin d'étendre le droit d'auteur sur ces enregistrements. Les six chansons sont reprises l'année suivante dans le coffret The Early Years 1965–1972.

## Liste des chansons
| 1. | Lucy Leave | Syd Barrett | 2:53 |

| 2. | Double O Bo | Syd Barrett | 3:25 |
| 3. | Remember Me | Syd Barrett | 2:45 |

| 4. | Walk with Me Sydney | Roger Waters | 3:11 |

| 5. | Butterfly           | Syd Barrett | 2:59 |
| 6. | I'm a King Bee (en) | Slim Harpo  | 3:07 |

## Musiciens
- The Tea Set :
  - Syd Barrett : chant (1-3, 5, 6)  guitare électrique
  - Rado Klose : guitare électrique
  - Roger Waters : basse, chœurs, chant (4)
  - Richard Wright : piano, orgue (3-6)
  - Nick Mason : batterie

- Avec :
  - Juliette Gale : chant (4)

- Production :
  - Andy Jackson : mastering
  - Ray Staff : mastering